# Asahi Group Holdings

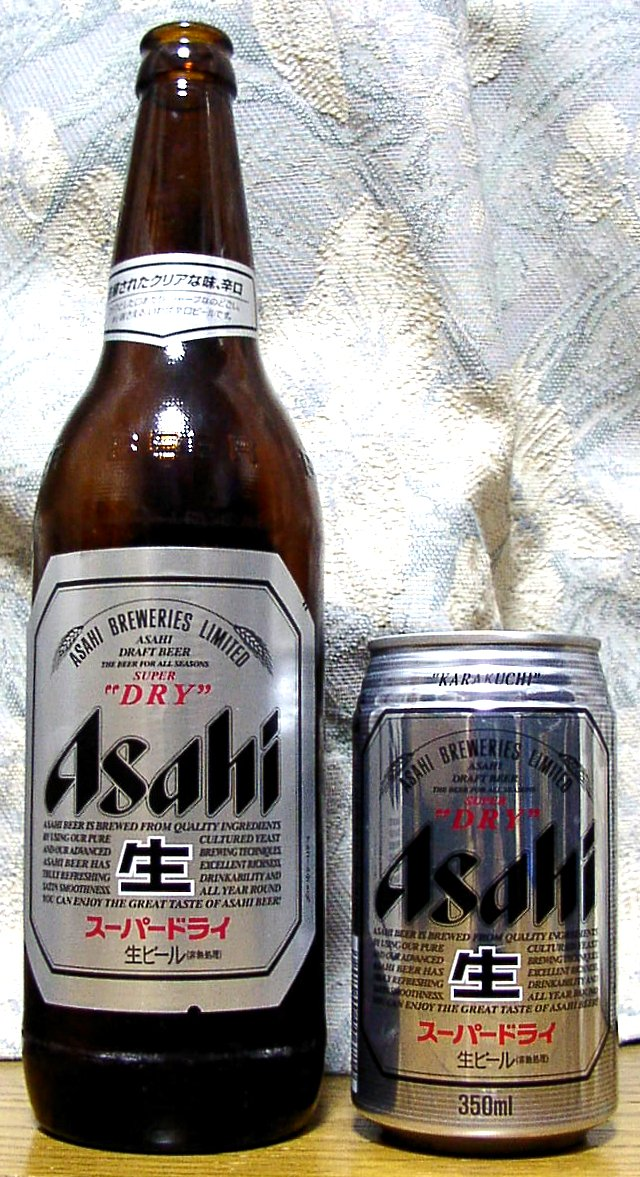
Asahi Super Dry in fles en blik

Asahi Group Holdings, het voormalige Asahi Breweries (Japans: アサヒビール株式会社, Asahi Bīru Kabushiki Gaisha), is een groot Japans drankenconcern. Het brouwen van bier is de belangrijkste activiteit. Qua omvang was Asahi in 2017 de zevende brouwer ter wereld (mede door overnames in 2016 van onder andere Grolsch). De aandelen van het moederbedrijf, Asahi Group, staan genoteerd aan de Tokyo Stock Exchange.

## Activiteiten
De belangrijkste activiteit van de Asahi groep is de verkoop van alcoholische dranken, vooral bier. Dit maakte in 2018 iets minder dan de helft van de totale omzet uit. De verkoop van frisdranken, waaronder ook thee en koffie, had een aandeel van zo’n 20% in de totale omzet. Ongeveer een derde van de omzet werd in 2018 buiten Japan gerealiseerd.
In 2018 had de Asahi bierbrouwerij een marktaandeel van 39% in Japan en bleef daarmee voor op Kirin Beer en Suntory.
Bier en de andere alcoholische dranken zijn ondergebracht in Asahi Breweries. Dit is het oudste en grootste onderdeel van de groep.

## Geschiedenis
Het bedrijf werd in november 1889 opgericht in Osaka, onder de naam Osaka Breweries. Het begon de bouw van een brouwerij die in 1891 gereed was. In 1892 kwam het eerste bier op de markt; het werd verkocht onder de merknaam Asahi.
In 1906 fuseerde het bedrijf met twee andere bierbouwers, Japan Beer Brewery en Sapporo Beer. De combinatie ging verder als Dai Nippon Breweries. Na de Tweede Wereldoorlog werd het bedrijf weer gesplitst in Asahi Breweries en Nippon Breweries. Als startdatum voor het bedrijf wordt ook wel 1 september 1949 opgegeven.
Na de oorlog werden andere dranken dan bier geïntroduceerd, zoals whisky en frisdrank. In 1994 zette Asahi een belangrijke stap in de Chinese biermarkt door een belang te nemen in drie bierbrouwerijen die verdergingen als Hangzhou Xihu Beer Asahi, Quanzhou Qingyuan Beer Asahi en Jiaxing Haiyan Beer Xihu Asahi. Asahi ging deze drie bedrijven ondersteunen met technische kennis en ze mochten Asahi bier in licentie brouwen. Asahi kocht verder belangen in andere Aziatische bedrijven.
In 2006 kocht Asahi een minderheidsbelang van 19,99% in de Chinese bierbrouwer Tsingtao Brewery. Het aandelenbelang werd overgenomen van Anheuser-Busch InBev voor een bedrag van 667 miljoen dollar. Asahi kocht het belang als tegenwicht voor de dalende bierverkopen in de thuismarkt Japan.
In 2011 vond een reorganisatie van de activiteiten plaats. Asahi Group Holding werd een houdstermaatschappij. De naam Asahi Breweries, Ltd wordt vanaf dat moment gebruikt voor de verkopen van alle alcoholische dranken, waarvan het merendeel bier is.
Asahi deed in februari 2016 een bod op Grolsch en Peroni. Beide biermerken waren te koop gezet door SABMiller vanwege de fusie met AB InBev. Asahi zou bereid zijn 400 miljard yen (3,1 miljard euro) te betalen voor de twee bedrijven. In april 2016 accepteerde AB InBev het bod van de Asahi Group Holdings om Grolsch (samen met Peroni en Meantime) over te nemen. In december 2016 werden de Oost-Europese activiteiten van AB InBev overgenomen voor een bedrag van 7,3 miljard euro, waaronder de merken als Tyskie, Lech (Polen), Pilsner Urquell (Tsjechië), Ursus (Roemenië) en Dreher (Hongarije).
Op 19 juli 2019 maakte Asahi bekend de activiteiten van AB InBev in Australië te kopen voor US$ 11,3 miljard (circa ¥1210 miljard). Asahi krijgt hiermee de biermerken Carlton en Great Northern Brewing Company in handen en ook het recht om andere AB InBev biermerken in het land te verkopen. Er werken iets meer dan 1300 personen in Australië. Asahi had eerder een bod gedaan, maar dat werd afgewezen omdat AB InBev alle Aziatische activiteiten naar de beurs wilde brengen. De overname werd in juni 2020 afgerond en daarmee is Australië de derde thuismarkt van Asahi geworden, na Japan en Europa. 